# Cymothoe consanguis
Cymothoe consanguis là một loài bướm ngày thuộc họ Bướm giáp. Loài này có ở Nigeria (sông Cross) và Cameroon.
Con trưởng thành ăn trái cây rụng.